# Première circonscription de Kindo Koyisha
La première circonscription de Kindo Koyisha est une des 121 circonscriptions législatives de l'État fédéré des nations, nationalités et peuples du Sud, elle se situe dans la Zone Wolaita. Sa représentante actuelle est Zewditu Tonja Adare.